# Ipomoea indica
Ipomoea indica, conhecida pelo nome comum de bons-dias, é uma espécie de planta com flor pertencente à família Convolvulaceae.
A autoridade científica da espécie é (Burm.) Merr., tendo sido publicada em An Interpretation of Rumphius's Herbarium Amboinense 445. 1917.

## Portugal
Trata-se de uma espécie presente no território português, nomeadamente em Portugal Continental, no Arquipélago dos Açores e no Arquipélago da Madeira.
Em termos de naturalidade, foi introduzida nas três regiões atrás referidas para fins ornamentais, sendo atualmente, de acordo com o Decreto-Lei 92/2019, considerada uma espécie invasora, assim como outra espécie do género, Ipomoea purpurea. Nesse decreto-lei, há também menção a "Ipomoea acuminata", que é um sinónimo taxonómico da espécie referida anteriormente. 

## Protecção
Não se encontra protegida por legislação portuguesa ou da Comunidade Europeia.